# Tōma, Hokkaidō
Tōma (当麻町 Tōma-chō) là thị trấn thuộc huyện Kamikawa, phó tỉnh Kamikawa, Hokkaidō, Nhật Bản. Tính đến ngày 1 tháng 10 năm 2020, dân số ước tính thị trấn là 6.319 người và mật độ dân số là 31 người/km2. Tổng diện tích thị trấn là 204,95 km2.